# Monte Rogers (Columbia Británica)
El Monte Rogers, es un macizo de 3.169 metros  situado en el parque nacional de los Glaciares en las montañas Selkirk de la Columbia Británica, Canadá. El Monte Rogers está situado en el extremo norte de la Cordillera Hermit, y es el punto más alto de la cordillera. Su pico más elevado más cercano es el Monte Sir Donald, a 12,57 km al sureste. El pico es prominentemente visible desde la autopista 1 en dirección este, la autopista Trans-Canadiense en el puerto de Rogers. El macizo de Rogers incluye cinco cumbres nombradas individualmente: Pico Rogers, Pico Grant, Pico Fleming, Pico Swiss y Pico Truda. Numerosos glaciares irradian desde todos los lados, incluyendo el Glaciar Rogers, el Glaciar Suizo, el Glaciar Tupper y el Glaciar Hermit.

## Historia
El Monte Rogers fue nombrado en honor al Mayor A.B. Rogers, un topógrafo americano que trabajaba para el Canadian Pacific Railway, y el descubridor del Puerto de Rogers.
El primer ascenso a la montaña fue hecho el 31 de julio de 1896 por Phillip S. Abbott, George T. Little y Charles S. Thompson
El nombre de la montaña se hizo oficial en 1932 cuando fue aprobado por la Junta de Nombres Geográficos del Canadá.

## Clima
Según la clasificación climática de Köppen, el Monte Rogers tiene un clima subártico con inviernos fríos y abundantes nevadas y veranos suaves. Las temperaturas pueden caer por debajo de -20 °C con factores de enfriamiento del viento por debajo de -30 °C. La precipitación de la montaña drena hacia los afluentes del río Beaver .